# Sävtäktet
Sävtäktet är en ö i Finland. Den ligger i Finska viken och i kommunen Lovisa i den ekonomiska regionen  Lovisa i landskapet Nyland, i den södra delen av landet. Ön ligger omkring 66 kilometer öster om Helsingfors.
Öns area är 15,8 hektar och dess största längd är 0,7 kilometer i sydöst-nordvästlig riktning. Ön höjer sig omkring 20 meter över havsytan.